# جيم غراي (سياسي)
جيم غراي (بالإنجليزية: Jim Gray)‏ هو سياسي أمريكي، ولد في 18 أغسطس 1953 في غلاسكو في الولايات المتحدة. حزبياً، نشط في الحزب الديمقراطي.

## وصلات خارجية
- الموقع الرسمي